# Canal São Gonçalo
Der Canal São Gonçalo ist ein natürlicher Kanal (Seegatt) im Süden Brasiliens.
Die Wasserstraße befindet sich im brasilianischen Bundesstaat Rio Grande do Sul und verbindet die Laguna Merín mit der Lagoa dos Patos. An seinem östlichen Ende trennt er die Städte Rio Grande und Pelotas voneinander. Wichtigster Zufluss ist der Río Piratiní.